# 박춘무

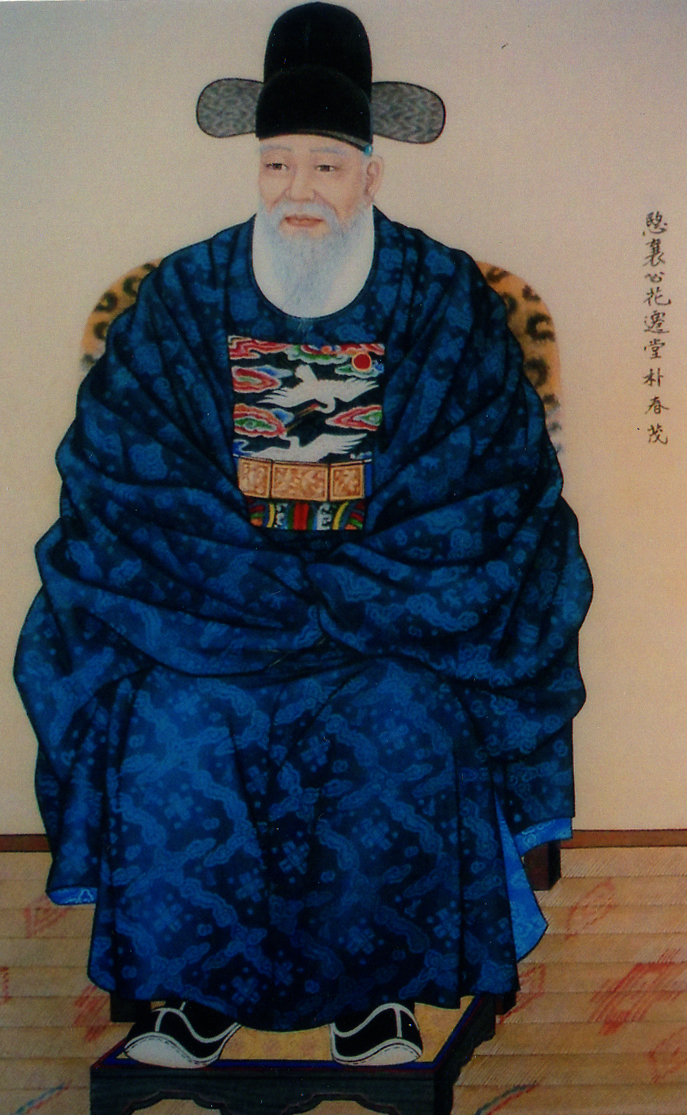
박춘무

박춘무(朴春茂, 1544년 - 1611년)는 조선 중기의 문신·의병장(義兵將), 의관(醫官)이다. 본관은 순천(順天), 호는 화천당(花遷堂).
찰방(察訪)을 거쳐, 1592년(선조 25) 임진왜란 때 창의사(倡義使)가 되어 의병을 일으키고 조헌(趙憲)과 함께 호서지방을 지키는 데 큰 활약을 하였다. 침구술(鍼灸術)이 뛰어나 의관(醫官)으로도 활약하였으며, 뒤에는 지방관으로 1597년 정유재란 때는 임천군수(林川郡守)·인천부사(仁川府使)를 역임하고, 이듬해는 부평부사(富平府使) 등을 지낸 바 있어 관계(官階)가 가선(嘉善)까지 이르렀다. 참찬(參贊)에 추증되고, 시호는 민양(愍襄)이다. 저서로는 《화천당집(花遷堂集)》이 있다.

## 생애
박춘무는 사육신 박팽년의 아우 인년(引年)의 8세 손이었던 기정(箕精)의 넷째 아들이다. 그는 '토정비결'이라는 책을 지은 토정(土亭) 이지함(李之函)에게서 배웠다. 청주 읍성 탈환의 주역으로 널리 알려진 옥천의 조헌(趙憲)도 박춘무와 함께 이지함에게서 배운 문인(門人)이다.
1592년 4월 13일. 부산에 침입한 왜적은 거침없는 파죽지세로 밀어닥쳐 보름만에 청산, 황간을 불태우고, 5월 2일에는 보은, 회인, 청주, 진천을 거쳐 서울로 진격했다. 적장 구로다 나가마사(黑田長政)는 일본군의 일부를 청주성에 주둔시켜서 충청도 지역을 장악하게 했다. 그래서 청주읍성이 함락된 후 3개월은 우리 관군의 통제권은 상실된 상태였다.
청주성 탈환작전은 7월 하순 시작되었다. 청주의 관군이 무너지기 전 4월에 박춘무는 의병모집 격문(檄文)을 지어 종사(從事) 한혁(韓赫)을 시켜 여러 고장에 보냈다. 문중과 곳곳에서 일어선 의병들이 700여명에 달하자 이시발(李時發)과 함께 부모산에서 훈련을 했다. 그러다가 7월 4일 청주 복대에서 아들 동명(東命)과 아우 춘번(春蕃)을 앞세워 기병(起兵)했다. 그리고 공주에서 일어난 조헌과 승장(僧將) 영규대사가 이끄는 의병이 청주에서 만나 8월 1일 의병, 승병, 관군, 3개 연합군 3600여명이 청주성을 공격했다.
조헌과 영규의 의병군은 서문을, 관군은 북문을, 박춘무는 남문을 야음을 틈타 공격하다가 서문을 집중적으로 맹렬히 공격하였다. 그런데 갑자기 천둥, 번개가 치면서 기상이 악화되어 주춤하는 사이에 왜군은 북문을 향하여 달아났고, 의병군이 무혈 입성하는 전과를 거두었다.
청주성 탈환은 임진왜란 최초의 승전보였으며, 이 낭보는 우리 민족에게는 승전의 희망을, 적군에게는 패전의 위협이 되었던 것이며, 전국 방방곡곡에서 의병전이 전개되는 계기가 되었다.
청주성 탈환 후 공론에 따라 조헌은 좌의대장, 박춘무는 우의대장이 되어 좌의대장은 황간 영동 이남의 적과 싸우고, 우의대장은 금강 이북의 적과 싸우기로 하였다. 그런데 갑자기 금산이 위급하다 하여 조헌의 좌의대는 700여 의병을 거느리고 금산으로 달려가 싸웠으나 중과부적으로 모두 전사하였다.
박춘무는 진천에서 적과 싸워 물리치고나자 선조가 계신 의주가 위태롭다는 소식을 전해 듣고 어렵게 선조에게 달려갔다. 그 후 계속 왕가를 호위하는 임무를 맡았다. 박공은 침술이 뛰어나 선조를 비롯한 여러 사람의 병고를 치유했다.
그러다가 선조가 환도하자 박춘무는 환향하여 후진양성에 전념하였으며, 그간에 여러 고을을 제수하였으나 모두 나아가지 않았으니 그의 사심 없는 충성심이 돋보인다. 그가 별세하자 왕은 우참찬(右參贊)을 증직하고 민양(愍襄)이라는 시호를 내렸던 것이다.

## 화천당과 모유정
모유정(母乳井)은 부모산 상봉에 있는 우물로,'영천(靈泉)'이라고도 한다.
임진왜란 당시 화천당(華遷堂) 박춘무(朴春茂)가 복대에서 의병을 일으켜 청주성을 탈환하고 아양산마저 탈환하여 그 곳에 머물고 있을 때 일이다. 번번이 화천당에게 패한 왜군은 군사로 아양산을 포위하고 식량 보급을 차단하여 의병을 압박하였다. 또 아양산에는 물이 없다는 것을 알고 있는 왜장은 포위를 굳게 해서 식량과 물의 공급을 철저히 막았다.
이에 화천당이 이끄는 의병은 굳게 단결하여 항전하였으나 시간이 갈수록 식량과 물이 부족하여 큰 어려움을 겪었다. 하지만 보름을 넘기자 아사자(餓死者)가 속출했고, 화천당도 기진하여 산기슭 큰 소나무 밑에 쓰러지고 말았다.
한동안 의식이 희미해져 가는 중에 지팡이를 짚은 백발 노인이 나타나 화천당을 독려하여 일어나라고 소리쳤다. 그리고 화천당 머리맡에 있는 소나무를 가리켰다. 화천당이 깜짝 놀라 일어나 보니 군사들이 눈물을 흘리며 주위에 모여 들었다.
화천당은 군사들에게 머리맡에 있는 소나무를 뽑게 했다. 소나무가 채 뽑히기도 전에 그 자리에서 많은 양의 물이 솟구쳐 나왔다. 수량이 많아 식수는 물론 말의 목욕까지 시킬 정도였다.
이에 군사들은 용기백배하여 항전했고, 산중에 많은 수량의 수맥이 발견된 것을 알게 된 왜병은 포위를 풀고 북쪽으로 빠져나갔다. 왜병이 물러가자 화천당은 목타 죽어가는 병사들에게 물을 내린 것은 마치 굶어 죽어가는 어린아이를 돌보고 음식을 주는 어버이의 은혜와 같다고 하여 제단을 모으고 산신에게 제사를 올렸다.
이때부터 아양산은 부모산이라 부르게 되었으며, 또한 화천당이 죽음 직전에 계시를 받아 판 우물을'모유정'(母乳井)'이라 부르게 되었다.
현재 모유정은 부모산 중턱에는 있는 연화사(蓮華寺) 뒤편 통신탑 시설 안에 있다. 500여년이 지난 지금까지 가뭄에도 마르지 않는다고 하며, 그 옆에 커다란 오래된 나무가 버티고 있어 설화의 이야기를 뒤받침해 준다. 설화에 등장하는 모유정은 현재 통신탑 시설 내부에 있어 관계자외 출입금지 지역이나, 이곳에서 자연발생하는 지하수 2개가 등산로 시작 지점인 식당근처와 연화사 용왕각 안에서 용출되고 있어 많은 이들은 이 약수를 이용하고 있다.

## 가족관계
- 아버지 : 박기정(朴箕精)
  - 형님 : 박춘영(朴春英)
  - 형님 : 박춘화(朴春華)
  - 형님 : 박춘옹(朴春蓊)
  - 동생 : 박춘번(朴春蕃)
    - 아들 : 박동명(朴東命)

## 같이 보기
- 민충사